# Rafael Valls
Rafael ("Rafa") Valls Ferri  (Cocentaina, 25 juni 1987) is een Spaans voormalig wielrenner.

## Overwinningen
2010
2e etappe Ronde van San Luis
2015
4e etappe Ronde van Oman
Eindklassement Ronde van Oman
2019
Prueba Villafranca de Ordizia

## Resultaten in voornaamste wedstrijden
| Jaar | Ronde van Italië | Ronde van Frankrijk | Ronde van Spanje |
| ---- | ---------------- | ------------------- | ---------------- |
| 2010 |                  | 53e                 |                  |
| 2011 | opgave           |                     |                  |
| 2012 |                  | 41e                 | opgave           |
| 2013 | 29e              |                     | 43e              |
| 2014 |                  | opgave              |                  |
| 2015 |                  | 78e                 |                  |
| 2016 |                  |                     |                  |
| 2017 |                  |                     |                  |
| 2018 | opgave           |                     |                  |
| 2019 |                  |                     |                  |
| 2020 |                  | opgave              |                  |
| 2021 | 96e              |                     |                  |

| Jaar | Amstel Gold Race | Luik-Bast.‑Luik | Ronde van Lombardije | Clásica San Sebastián | Waalse Pijl |  | Wereldranglijsten |
| ---- | ---------------- | --------------- | -------------------- | --------------------- | ----------- |  | ----------------- |
| 2010 |                  |                 |                      |                       |             |  | 167e (UWK)        |
| 2011 |                  |                 |                      | 46e                   |             |  |                   |
| 2012 |                  |                 | opgave               | 19e                   |             |  |                   |
| 2013 |                  | 48e             |                      |                       |             |  |                   |
| 2014 | 57e              | 96e             | opgave               | opgave                | 114e        |  |                   |
| 2015 | 53e              | 65e             |                      |                       | 42e         |  | 87e (UWT)         |
| 2016 |                  |                 |                      |                       |             |  | 121e (UWT)        |
| 2017 |                  |                 |                      |                       |             |  | 105e (UWT)        |
| 2018 |                  |                 |                      | 53e                   |             |  | 340e (UWT)        |
| 2019 |                  |                 |                      |                       |             |  | 525e (UWR)        |
| 2020 |                  |                 |                      |                       |             |  |                   |
| 2021 |                  |                 |                      |                       |             |  |                   |

## Ploegen
- 2007 –  Relax-GAM (stagiair vanaf 1-8)
- 2008 –  Scott-American Beef (stagiair vanaf 1-8)
- 2009 –  Burgos Monumental-Castilla y Leon
- 2010 –  Footon-Servetto
- 2011 –  Geox-TMC
- 2012 –  Vacansoleil-DCM Pro Cycling Team
- 2013 –  Vacansoleil-DCM Pro Cycling Team
- 2014 –  Lampre-Merida
- 2015 –  Lampre-Merida
- 2016 –  Lotto Soudal
- 2017 –  Lotto Soudal
- 2018 –  Movistar Team
- 2019 –  Movistar Team
- 2020 –  Bahrain McLaren
- 2021 –  Bahrain-Victorious

Wielerploegen van Rafa Valls
Benítez · 
Brändle · 
Capecchi · 
Capelli · 
Cardoso · 
Celis · 
Cheula · 
Corti · 
Díaz  · 
Durán · 
Eibegger · 
Faiers · 
Felline · 
Gianetti · 
Gutiérrez Gutiérrez · 
Gutiérrez Palacios · 
Margaliot · 
Mata · 
Mayoz · 
Merino · 
Merlo · 
Pedersen · 
Pérez · 
Valls · 
Vitoria · 
Walker
Alberio · 
Ardila · 
Blanco ·
Brändle · 
Cheula · 
Cobo ·
Colli · 
Corti · 
de la Fuente · 
Duarte · 
Durán · 
Felline ·
Florencio ·  
Gianetti · 
Gutiérrez Gutiérrez · 
Kozontsjoek · 
Kump · 
Mensjov · 
Pelucchi · 
Ratto · 
Sastre · 
Valls · 
Wyss
Boeckmans ·
Carrara · 
De Gendt · 
Denifl ·
Devolder · 
Feillu · 
Hoogerland ·
van Hummel ·
Keizer ·
Lagoetin ·
Larsson · 
Leukemans ·
Ligthart ·
Lindeman ·
Marcato ·
Marczyński ·
Markus ·
Mol · 
Morajko · 
Mortensen ·
Novikov ·
Pavarin ·
Poels ·
Ruijgh ·
Selvaggi · 
Valls · 
Van Impe ·
Veuchelen · 
Westra ·
Hamelink (stagiair) ·
Kreder (stagiair) · 
Lammertink (stagiair) · 
Wauters (stagiair)
Boeckmans ·
Bole ·
De Gendt ·  
Feillu · 
Flecha · 
Hoogerland ·
van Hummel ·
Keizer ·
Kreder ·
Lagoetin ·
Lammertink · 
Leukemans ·
Ligthart ·
Lindeman ·
Marcato ·
Marczyński ·
Markus ·
Mol · 
Novikov ·
Poels ·
B. van Poppel · 
D. van Poppel · 
Ruijgh ·
Rujano (tot 30/06) ·
Selvaggi · 
Valls · 
Veuchelen · 
Wauters ·
Westra
Anacona · Bonifazio · Bono · Cattaneo · Cimolai · Conti · Costa  · Cunego · Dodi · Đurasek · Favilli · Ferrari · Horner · Modolo · Mori · Niemiec · Oliviera · Palini · Polanc · Pozzato · Richeze · Serpa · Ulissi · Valls · Wackermann · Xu · Kasjavy (stagiair) · Vaccher (stagiair)
Bonifazio · Bono · Cattaneo · Cimolai · Conti · M. Costa · R. Costa · Đurasek · Feng · Ferrari · Grmay · Kasjavy · Modolo · Mori · Niemiec · Oliviera · Pibernik · Plaza · Polanc · Pozzato · Richeze · Serpa · Ulissi · Valls · Xu · Ganna (stagiair) · Pacioni (stagiair) · Ravasi (stagiair)
Armée · Bak · Benoot · Boeckmans · Broeckx · De Buyst · De Bie · De Clercq · De Gendt · Debusschere · Dockx · Frison · Gallopin · Greipel · Hansen · Henderson · Ligthart · Marczyński · Monfort · Roelandts · Sieberg · Valls · Van der Sande · Vanendert · Vervaeke · Wallays · Wellens · Deltombe (stagiair) · Goolaerts (stagiair) · Shaw (stagiair)
Armée · Bak · Benoot · Boeckmans · De Bie · De Buyst · De Clercq · De Gendt · Debusschere · Frison · Gallopin · Greipel · Hansen · Hofland · Maes · Marczyński · Mertz · Monfort · Roelandts · Shaw · Sieberg · Valls · Van der Sande · Vanendert · Vervaeke · Wallays · Wellens · Wouters · Leysen (stagiair) · Planckaert (stagiair) · Van Gompel (stagiair)
Amador · Anacona · Arcas · Barbero · Bennati · Betancur · Bico · Carapaz · Carretero · Castrillo · de la Parte · Erviti · Fernández · Landa · Oliveira · Pedrero · D. Quintana · N. Quintana · Rojas · Rosón · Sepúlveda · Soler · Sütterlin · Valls · Valverde 
Amador · Anacona · Arcas · Barbero · Bennati · Betancur · Carapaz · Carretero · Castrillo · Erviti · Fernández · Landa · Mas · Oliveira · Pedrero · Prades · Quintana · Roelandts · Rojas · Rosón · Sepúlveda · Soler · Sütterlin · Valls · 
Valverde  · Verona
Arashiro · Battaglin · Bauhaus · Bilbao · Bole · Buitrago · Capecchi · Caruso · Cavendish · Colbrelli · Davies · Feng · García Cortina · Haller · Haussler · Inkelaar · Landa · Mohorič · Novak · Padoen · Pernsteiner · Pibernik · Poels · Sieberg · Teuns · Tratnik · Valls · Williams · Wright
Arashiro · Bauhaus · Bilbao · Buitrago · Capecchi · Caruso · Colbrelli  · Davies · Feng · Jack · Haller · Haussler · Inkelaar · Landa · Madan · Mäder · Milan· Mohorič · Novak · Padoen · Pernsteiner · Poels · Sieberg · Teuns · Tratnik · Valls · Williams · Wright